# Municipio de Beaver (condado de Newton)
El municipio de Beaver (en inglés: Beaver Township) es un municipio ubicado en el condado de Pulaski en el estado estadounidense de Indiana. En el año 2010 tenía una población de 516 habitantes y una densidad poblacional de 5,6 personas por km².

## Geografía
El municipio de Beaver se encuentra ubicado en las coordenadas 40°57′7″N 86°45′29″O / 40.95194, -86.75806. Según la Oficina del Censo de los Estados Unidos, el municipio tiene una superficie total de 92.21 km², de la cual 92,1 km² corresponden a tierra firme y (0,12 %) 0,11 km² es agua.

## Demografía
Según el censo de 2010, había 516 personas residiendo en el municipio de Beaver. La densidad de población era de 5,6 hab./km². De los 516 habitantes, el municipio de Beaver estaba compuesto por el 98,26 % blancos, el 0,19 % eran amerindios, el 0,19 % eran asiáticos, el 0,58 % eran de otras razas y el 0,78 % eran de una mezcla de razas. Del total de la población el 1,74 % eran hispanos o latinos de cualquier raza.